# Хаурот
Хаурот (нем. Hauroth) — община в Германии, в земле Рейнланд-Пфальц. 
Входит в состав района Кохем-Целль. Подчиняется управлению Кайзерзеш.  Население составляет 303 человека (на 31 декабря 2010 года). Занимает площадь 3,94 км².